# Windows 10
Windows 10 är ett operativsystem från Microsoft som släpptes den 29 juli 2015 i 190 länder världen över. Det är efterföljaren till Windows 8.1. Windows 10 var under en period känt under arbetsnamnet Threshold. Med Windows 10 kompletterades webbläsaren Internet Explorer med Edge, en webbläsare som Microsoft introducerade under Build 2015.
Windows 10 var under första året en gratis uppgradering för dem som redan hade operativsystemen Windows 7, Windows 8 eller Windows 8.1. Från den 29 juli 2016 började Microsoft att ta betalt för Windows 10-uppgraderingar.
Windows 10 syftar till att åstadkomma en gemensam plattform för operativsystemet till Microsofts PC-datorer, Windows Phone, Windows Embedded och Xbox One, liksom nykomlingarna Surface Hub och Hololens. Gemensam blir också Microsoft Store, applikations- och utvecklingsplattformen som Microsoft utvecklade för operativsystemet Windows 8. Även Microsoft Cortana är del av Windows 10 (dock inte i Sverige).
April 2018-uppdateringen (version 1803) innehöll flera nya funktioner. Begreppet Hemgrupp (Homegroup) började avvecklas i samband med april 2018-uppdateringen (version 1803). Syftet var att fler skulle använda Onedrive, Share och Nearby Sharing.
Under 2024 meddelade Microsoft att de kostnadsfria säkerhetsuppdateringarna för Windows 10 upphör den 14 oktober 2025. Det ska däremot vara möjligt att köpa säkerhetuppdateringar efter datumet.
År 2015 talade Microsoft om att Windows 10 skulle bli den sista versionen av Windows, och att de bara skulle släppa små uppdateringar och inte en helt ny version likt tidigare. I oktober 2021 valde Microsot ändå att släppa Windows 11.

## Nyheter i Windows 10
Ett tiotal väsentliga nyheter presenterades för Windows 10.
- Edge. En webbläsare som var ny, med ett rent utseende. En ny finess var att kunna göra anteckningar på vilken webbsida som helst, och dela med vänner. Den hade arbetsnamnet Spartan.
- Cortana. Microsofts digitala assistent från Windows Phone 8.1 integrerades i Windows 10.
- Hologram. Windows Holographic erbjuder hologram med hjälp av en hjälm som är kopplad till PC:n. Den möjliggör också att skapa egna hologram i programmet HoloStudio.[förtydliga]
- Surface Hub. Stöd för stora surfplattor som är tänkt att ersätta whiteboard.
- Windows 10 för mobiltelefoner och surfplattor. Testversionen för mobila enheter skulle släppas senare under året.
- Universella appar. Applikationer skulle kunna köras på alla typer av enheter med Windows 10. Detta gällde bland annat e-postprogrammet Outlook.[12]
- Spelstöd. Windows 10 kan spela in videosekvenser från spel med 30 bilder per sekund (fps). Dessutom med DirectX 12 inbakad i operativsystemet.
- Xbox-stöd. Kompatibiliteten med X-box förbättrades påtagligt med en egen app. Det blev till exempel möjligt att strömma spel från Xbox One till PC.[12]
- Continuum. Operativsystemet kan växla gränssnitt beroende på vilken sorts enhet det körs.
- Linuxbinärer. Det är möjligt att köra binärer kompilerade för Linux direkt under Windows 10 då Microsoft implementerat Linux systemanrop som ett subsystem till Windows kernel.[13]
- Startmeny. I Windows 10 har man designat startmenyn för att vara mer lik de mer klassiska startmenyerna istället för den mer heltäckande surfplatta anpassande menyn som man använde sig av i Windows 8, Windows 8.1. Detta är efter kritik från användarna och media.